# Gofannon
Gofannon é um deus da mitologia celta galesa, ele é o filho da deusa Dôn. Seu nome significa ferreiro, é o equivalente galês do deus irlandês Goibniu ou do deus romano Vulcano, relevante da terceira função artesanal, segundo a ideologia tripartite dos indo-europeus definida por Georges Dumézil (ver também Tuatha Dé Danann, Classes e funções). Gofannon aparece na Quarta Seção do Mabinogi, no momento da morte de Dylan Eil Ton e em um poema do « Livro de Taliesin » no qual ele é citado como o mágico. 
Gofannon forja as armas no golpe certo e fatal para quem o recebe, e fabrica uma cerveja que faz de seus bebedores imortais.
Ele também aparece no Livro: Cronicas do Rei Artur de Bernard Cornell. Volume I.
|                 |                 |                 |                 |                 |                 |  |  |                           |                           |                           |                           |                           |                           |  |  |                              |                              |                              |                              | Dôn                          |                              |  |  |          |          |          |          |          |          |  |  |          |          |                                 |                                 |                                 |                                 |                                 |                                 |           |           |           |           |           |           |  |  |                                   |                                   |                                   |                                   |                                   |                                   |  |  |  |  |  |  |  |  |  |  |  |  |  |  |  |  |  |  |  |  |  |  |  |  |  |  |  |  |  |  |  |  |  |  |
|                 |                 |                 |                 |                 |                 |  |  |                           |                           |                           |                           |                           |                           |  |  |                              |                              |                              |                              |                              |                              |  |  |          |          |          |          |          |          |  |  |          |          |                                 |                                 |                                 |                                 |                                 |                                 |           |           |           |           |           |           |  |  |                                   |                                   |                                   |                                   |                                   |                                   |  |  |  |  |  |  |  |  |  |  |  |  |  |  |  |  |  |  |  |  |  |  |  |  |  |  |  |  |  |  |  |  |  |  |
|                 |                 |                 |                 |                 |                 |  |  |                           |                           |                           |                           |                           |                           |  |  |                              |                              |                              |                              |                              |                              |  |  |          |          |          |          |          |          |  |  |          |          |                                 |                                 |                                 |                                 |                                 |                                 |           |           |           |           |           |           |  |  |                                   |                                   |                                   |                                   |                                   |                                   |  |  |  |  |  |  |  |  |  |  |  |  |  |  |  |  |  |  |  |  |  |  |  |  |  |  |  |  |  |  |  |  |  |  |
| Gwydion         | Gwydion         | Gwydion         | Gwydion         | Gwydion         | Gwydion         |  |  | Eveydd                    | Eveydd                    | Eveydd                    | Eveydd                    | Eveydd                    | Eveydd                    |  |  | Gilfaethwy                   | Gilfaethwy                   | Gilfaethwy                   | Gilfaethwy                   | Gilfaethwy                   | Gilfaethwy                   |  |  | Amaethon | Amaethon | Amaethon | Amaethon | Amaethon | Amaethon |  |  | Gofannon | Gofannon | Gofannon                        | Gofannon                        | Gofannon                        | Gofannon                        |                                 |                                 | Arianrhod | Arianrhod | Arianrhod | Arianrhod | Arianrhod | Arianrhod |  |  |                                   |                                   |                                   |                                   |                                   |                                   |  |  |  |  |  |  |  |  |  |  |  |  |  |  |  |  |  |  |  |  |  |  |  |  |  |  |  |  |  |  |  |  |  |  |
| Gwydion         | Gwydion         | Gwydion         | Gwydion         | Gwydion         | Gwydion         |  |  | Eveydd                    | Eveydd                    | Eveydd                    | Eveydd                    | Eveydd                    | Eveydd                    |  |  | Gilfaethwy                   | Gilfaethwy                   | Gilfaethwy                   | Gilfaethwy                   | Gilfaethwy                   | Gilfaethwy                   |  |  | Amaethon | Amaethon | Amaethon | Amaethon | Amaethon | Amaethon |  |  | Gofannon | Gofannon | Gofannon                        | Gofannon                        | Gofannon                        | Gofannon                        |                                 |                                 | Arianrhod | Arianrhod | Arianrhod | Arianrhod | Arianrhod | Arianrhod |  |  |                                   |                                   |                                   |                                   |                                   |                                   |  |  |  |  |  |  |  |  |  |  |  |  |  |  |  |  |  |  |  |  |  |  |  |  |  |  |  |  |  |  |  |  |  |  |
|                 |                 |                 |                 |                 |                 |  |  |                           |                           |                           |                           |                           |                           |  |  |                              |                              |                              |                              |                              |                              |  |  |          |          |          |          |          |          |  |  |          |          |                                 |                                 |                                 |                                 |                                 |                                 |           |           |           |           |           |           |  |  |                                   |                                   |                                   |                                   |                                   |                                   |  |  |  |  |  |  |  |  |  |  |  |  |  |  |  |  |  |  |  |  |  |  |  |  |  |  |  |  |  |  |  |  |  |  |
|                 |                 |                 |                 |                 |                 |  |  |                           |                           |                           |                           |                           |                           |  |  |                              |                              |                              |                              |                              |                              |  |  |          |          |          |          |          |          |  |  |          |          |                                 |                                 |                                 |                                 |                                 |                                 |           |           |           |           |           |           |  |  |                                   |                                   |                                   |                                   |                                   |                                   |  |  |  |  |  |  |  |  |  |  |  |  |  |  |  |  |  |  |  |  |  |  |  |  |  |  |  |  |  |  |  |  |  |  |
|                 |                 |                 |                 |                 |                 |  |  |                           |                           |                           |                           |                           |                           |  |  |                              |                              |                              |                              |                              |                              |  |  |          |          |          |          |          |          |  |  |          |          |                                 |                                 |                                 |                                 |                                 |                                 |           |           |           |           |           |           |  |  |                                   |                                   |                                   |                                   |                                   |                                   |  |  |  |  |  |  |  |  |  |  |  |  |  |  |  |  |  |  |  |  |  |  |  |  |  |  |  |  |  |  |  |  |  |  |
| Hyddwn « gamo » | Hyddwn « gamo » | Hyddwn « gamo » | Hyddwn « gamo » | Hyddwn « gamo » | Hyddwn « gamo » |  |  | Hychtwn « porco do mato » | Hychtwn « porco do mato » | Hychtwn « porco do mato » | Hychtwn « porco do mato » | Hychtwn « porco do mato » | Hychtwn « porco do mato » |  |  | Bleiddwn « filhote de lobo » | Bleiddwn « filhote de lobo » | Bleiddwn « filhote de lobo » | Bleiddwn « filhote de lobo » | Bleiddwn « filhote de lobo » | Bleiddwn « filhote de lobo » |  |  |          |          |          |          |          |          |  |  |          |          | Dylan Eil Ton « filho da onda » | Dylan Eil Ton « filho da onda » | Dylan Eil Ton « filho da onda » | Dylan Eil Ton « filho da onda » | Dylan Eil Ton « filho da onda » | Dylan Eil Ton « filho da onda » |           |           |           |           |           |           |  |  | Llew Llaw Gyffes « à mão rápida » | Llew Llaw Gyffes « à mão rápida » | Llew Llaw Gyffes « à mão rápida » | Llew Llaw Gyffes « à mão rápida » | Llew Llaw Gyffes « à mão rápida » | Llew Llaw Gyffes « à mão rápida » |  |  |  |  |  |  |  |  |  |  |  |  |  |  |  |  |  |  |  |  |  |  |  |  |  |  |  |  |  |  |  |  |  |  |